# Dodecadodecaedro
In geometria, il dodecadodecaedro è un poliedro stellato uniforme avente 24 facce - 12 a forma di pentagono e 12 a forma di pentagramma - 60 spigoli e 30 vertici.

## Proprietà
Scoperto indipendentemente da Hess, Badoureau e Pitsch, rispettivamente nel 1878, nel 1881 e nel 1882, questo poliedro, che viene spesso indicato con il simbolo U36, è il prodotto della rettificazione del grande dodecaedro (o di quella del suo duale, il piccolo dodecaedro stellato).
Gli spigoli di questo poliedro formano 10 esagoni centrali che, se proiettati su una sfera, diventano 10 cerchi massimi. Questi ultimi, assieme ai cerchi massimi derivanti dalla proiezione di altri due poliedri, ossia l'icosidodecaedro e l'esacisicosaedro, danno origine alla disposizione chiamata "31 cerchi  massimi dell'icosaedro sferico", utilizzata nella costruzione delle cupole geodetiche.

## Costruzioni di Wythoff
Utilizzando la costruzione di Wythoff, il dodecadodecaedro si può ottenere utilizzando quattro famiglie di triangoli di Schwarz: 2 | 5 5/2, 2 | 5 5/3, 2 | 5/2 5/4 e 2 | 5/3 5/4, ottenendo sempre lo stesso risultato. Allo stesso modo, il dodecadodecaedro può essere rappresentato con quattro diversi simboli di Schläfli: r{5/2,5}, r{5/3,5}, r{5/2,5/4} e r{5/3,5/4} e con quattro diagrammi di Coxeter-Dynkin: , ,  e .

## Poliedri correlati
Il dodecadecaedro, il cui inviluppo convesso è un icosidodecaedro, ha la stessa disposizione di spigoli di un piccolo dodecaemicosaedro, con cui ha in comune anche la disposizione delle facce a forma di pentagramma, e di un grande dodecaemicosaedro,  con cui ha in comune anche la disposizione delle facce pentagonali.
| Dodecadodecaedro         | Piccolo dodecaemicosaedro |
| Grande dodecaemicosaedro | Icosidodecaedro           |

Sequenza di troncamento animata dallo {5/2, 5} al {5, 5/2}.

Questo poliedro può essere considerato un grande dodecaedro rettificato, e in particolare come la fase centrale di un troncamento che va da un piccolo dodecaedro stellato a un grande dodecaedro:
Il piccolo dodecaedro stellato troncato sembra del tutto un dodecaedro in superficie, ma ha in realtà 24 facce: 12 pentagoni provenienti dal troncamento dei vertici più altri 12 pentagoni, che si sovrappongono a questi, come pentagrammi troncati. Il troncamento del dodecadodecaedro non è di per sé uniforme, e il tentativo di renderlo tale porta a un poliedro degenere (una figura somigliante a un piccolo rombidodecaedro con poligoni {10/2} che riempiono un insieme di lacune dodecaedriche), tuttavia esiste il risultato di un suo troncamento quasi-uniforme: il dodecaedro troncato.
| Nome                        | Piccolo dodecaedro stellato | Piccolo dodecaedro stellato troncato | Dodecadodecaedro | Grande dodecaedro troncato | Grande dodecaedro |
| --------------------------- | --------------------------- | ------------------------------------ | ---------------- | -------------------------- | ----------------- |
| Diagramma di Coxeter-Dynkin |                             |                                      |                  |                            |                   |
| Picture                     |                             |                                      |                  |                            |                   |

Il dodecadodecaedro risulta topologicamente equivalente a uno spazio quoziente della tassellatura iperbolica pentagonale di ordine-4 trasformandone i pentagrammi in pentagoni regolari. 
Come tale, esso è topologicamente un poliedro regolare di ordine due:
Nell'immagine soprastante, i colori corrispondono ai pentagrammi rossi e ai pentagoni gialli del dodecadodecaedro raffigurato all'inizio della voce. 

### Triacontaedro rombico mediano
Il triacontaedro rombico mediano, chiamato anche piccolo triancotaedro stellato, è un poliedro isoedro, nonché il duale del dodecadodecaedro, avente per facce 30 aquiloni.

#### Stellazione
Il triacontaedro rombico mediano è il risultato di una stellazione del triacontaedro rombico, ossia del duale dell'icosidodecaedro che, come detto, è l'inviluppo convesso del dodecadodecaedro, a sua volta duale del triacontaedro rombico mediano.
Considerando il triacontaedro rombico mediano come formato da 30 facce rombiche intersecanti, le quali corrispondono alle facce del triacontaedro rombico convesso, in cui le diagonali delle facce stanno in un rapporto 1 ad {\displaystyle \varphi } (essendo {\displaystyle \varphi } la sezione aurea), si vede che il triacontaedro rombico mediano può esser ottenuto stirando le diagonali minori delle facce del suddetto poliedro convesso e portando la loro lunghezza da 1 a {\displaystyle \varphi ^{3}\approx 4,236}, così che le diagonali delle facce del triacontaedro rombico mediano venutosi a creare saranno in rapporto di 1 a {\displaystyle \varphi ^{2}\approx 2,618}.

#### Tassellatura iperbolica correlata
Il poliedro è topologicamente equivalente a uno spazio quoziente della tassellatura iperbolica quadrata di ordine-5 trasformandone gli aquiloni in quadrati. Come tale, esso è topologicamente un poliedro regolare di ordine due. 
Si noti che la tassellatura iperbolica quadrata di ordine-5 è il duale della tassellatura iperbolica pentagonale di ordine 4, e che, come detto precedentemente, lo spazio quoziente di quest'ultima è topologicamente equivalente al poliedro duale del triacontaedro rombico mediano, ossia il dodecadodecaedro.